# Дьордь Кесегі
Дьордь Кесегі (угор. György Kőszegi, 12 вересня 1950 — 13 грудня 2001) — угорський важкоатлет.
Срібний призер Олімпійських Ігор 1976 року в найлегшій вазі, учасник 1980 року.